# Plexippoides cornutus
Plexippoides cornutus är en spindelart som beskrevs av Xie L., Peng X. 1993. Plexippoides cornutus ingår i släktet Plexippoides och familjen hoppspindlar. Inga underarter finns listade i Catalogue of Life.